# Justus Dahinden
Justus Dahinden (Zúric, 18 de maig de 1925 - Zúric, 11 d'abril de 2020) va ser un notable arquitecte suís.
Va estudiar Arquitectura entre 1945 i 1949 al Federal Institute of Technology de Zuric, graduant-se el 1949. Es diplomà a Escola Federal Politècnica de Zuric (ETH) el 1956, i formà el seu propi estudi aquell mateix any. Fou sergent a l'Armada suïssa des de 1958. Es casà amb Marta Arquint en 1950. Als anys cinquanta es va involucrar en una crítica del funcionalisme, explorant els camins d'una arquitectura que enllaçava amb l'essència espiritual i social de l'home. El 1974 es va convertir en professor d'Arquitectura a l'Escola d'Arquitectura de la Universitat Tecnològica de Viena i més tard en director de l'Institut de Disseny Espacial i Interior a Viena, de 1974 a 1995. Fou nomenat professor vitalici a l'Acadèmia Internacional d'Arquitectes (IAA) de Sofia el 1988, ajudant a establir la seva reputació com una de les principals escoles d'arquitectura. Justus Dahinden va crear edificis a tot el món, així com innombrables esglésies construïdes a Europa i Àfrica. L'any 1981 va ser guardonat amb el Grand Prix d'Architecture pel poble de vacances Twannberg construït per la Fundació Social Suïssa.